# Варлов, Сергей Сергеевич
Сергей Сергеевич Варлов (род. 30 июня 2000, Набережные Челны, Татарстан) — российский хоккеист, защитник.

## Биография
Начинал заниматься хоккеем в «Челнах», с 13 лет — в системе «Салавата Юлаева». В сезоне 2017/18 дебютировал в команде МХЛ «Толпар», с сезона 2019/20 также игрок «Тороса» в ВХЛ. 5 ноября 2021 года в домашнем матче «Салавата Юлаева» против «Авангарда» (2:4) дебютировал в КХЛ. 14 мая 2024 года Варлов продлил контракт на два года.